# Tuukka Taponen
Tuukka Taponen, född 26 oktober 2006, är en finsk racerförare som tävlar i Formel 3 med ART Grand Prix. Han tävlade tidigare i Formula Regional European Championship 2024 med R-ace GP och slutade trea totalt. Taponen vann Formula Regional Middle East 2024 och slutade tvåa i F4 UAE Championship 2023.
Taponen började med karting vid två års ålder, då hans far Marko körde folkrace. Han är sedan 2023 medlem i Ferrari Driver Academy, efter att ha vunnit FDA World Scouting Final.

## Karriär
| Säsong | Klass                                     | Team                          | Lopp | Segrar | Pole | Varv | Podium | Poäng | Plac. |
| ------ | ----------------------------------------- | ----------------------------- | ---- | ------ | ---- | ---- | ------ | ----- | ----- |
| 2021   | Formula Academy Finland                   | Koiranen Kemppi Motorsport    | 2    | 2      | ?    | ?    | ?      | ?     | ?     |
| 2022   | Formula Academy Finland                   | Koiranen Kemppi Motorsport    | 5    | 5      | 2    | 4    | 5      | 125   | 6     |
| 2023   | Formula 4 UAE Championship                | Mumbai Falcons Racing Limited | 15   | 4      | 2    | 2    | 10     | 212   | 2     |
| 2023   | Italian F4 Championship                   | Prema Racing                  | 21   | 1      | 1    | 0    | 7      | 196   | 5     |
| 2023   | Euro 4 Championship                       | Prema Racing                  | 9    | 0      | 0    | 0    | 2      | 102   | 5     |
| 2024   | Formula Regional Middle East Championship | R-ace GP                      | 15   | 5      | 5    | 7    | 9      | 255   | 1     |
| 2024   | Formula Regional European Championship    | R-ace GP                      | 20   | 4      | 3    | 2    | 7      | 198   | 3     |
| 2024   | Macau Grand Prix                          | R-ace GP                      | 1    | 0      | 0    | 0    | 0      | N/A   | 10    |
| 2024   | FIA Formula 3 Championship                | ART Grand Prix                | 2    | 0      | 0    | 0    | 0      | 0     | 31    |
| 2025   | FIA Formula 3 Championship                | ART Grand Prix                | 2    | 0      | 0    | 0    | 0      | 0*    | 21*   |

* Säsongen pågår fortfarande